# Plataforma del Pueblo Soriano
Plataforma del Pueblo Soriano (P.P.SO.) es un partido político español de carácter soriano, que aspira a la defensa y desarrollo de la provincia de Soria.
Fue creado en Almazán en 2011 como escisión del PP debido a grandes diferencias internas del partido. Pronto P.P.SO. logró mayor apoyo que el Partido Popular en la villa y se extendió a los pueblos colindantes, surgieron afiliados en los grandes núcleos de población de la Provincia de Soria.

## Historia
Entre finales de 2010 y principios de 2011 surgió una grave discrepancia en Almazán entre los afiliados que apoyaban a José Antonio De Miguel Nieto como candidato a las elecciones municipales por el PP y los que apoyaban al candidato impuesto por la dirección provincial del partido, Félix Hernández Tajada.
Puesto que según los estatutos del Partido Popular la dirección provincial puede decretar el candidato en los municipios de menos de 10000 habitantes, el candidato a las municipales fue Hernández Tajada. Esto provocó multitud de bajas en el Partido Popular adnamantino. Junto a antiguos miembros del partido, De Miguel, al verse destronado, en marzo de 2011, decidió fundar un nuevo partido con el que intentar seguir trabajando en la política de su provincia, Plataforma del Pueblo Soriano, y lo consiguió.
PPSO presentó lista para las elecciones municipales de 2011 en las siguientes localidades: Almazán, Soria, Covaleda, Torrubia, Frechilla, Velamazán, Coscurita, Torlengua, Villasayas, Matamala de Almazán, Navaleno, Hinojosa del Campo, Tajahuerce, Matute y en una entidad de Candilichera. En dichas elecciones ganó en Almazán por mayoría absoluta, consiguiendo sacar 7 concejales de los 13 que hay en el ayuntamiento. Además consiguió alcaldías como la del municipio de Coscurita y un representante en la Diputación Provincial de Soria.

### Integración en Ciudadanos
Plataforma del Pueblo Soriano se integró en Ciudadanos - Partido de la Ciudadanía de cara a las Elecciones municipales de España de 2015 por la provincia de Soria y provinciales y autonómicas por la provincia de Soria de 24 de mayo de 2015. Con 4.453 votos Ciudadanos se convirtió en la tercera fuerza política en las elecciones municipales en la provincia de Soria. Con un 9,17% de los sufragios Ciudadanos logró 43 concejales y presencia en la mayoría de los principales municipios de la provincia tales como Ágreda, Almazán, Arcos de Jalón, El Burgo de Osma, Golmayo, San Leonardo, Langa de Duero o Santa María de Huerta. 
En el año 2016 la formación naranja decidió expulsar a los dos diputados provinciales, José Antonio de Miguel y Raúl Lozano, por apoyar en una moción, junto con PSOE y PP, la pervivencia de la Diputación Provincial de Soria y su modernización. Pese a la petición de Ciudadanos para que entregasen las actas, los diputados seguirán como diputados independientes puesto que su puesto es nominativo y fue refrentado por el 86% de los concejales y alcaldes de la formación naranja en la provincia días antes de su expulsión. Los diputados no pueden reflotar la Plataforma del Pueblo Soriano (PPSO), creada por el también expulsado José Antonio De Miguel antes de integrarse en Ciudadanos, porque sería incurrir en transfuguismo.

### Elecciones de 2019 y división

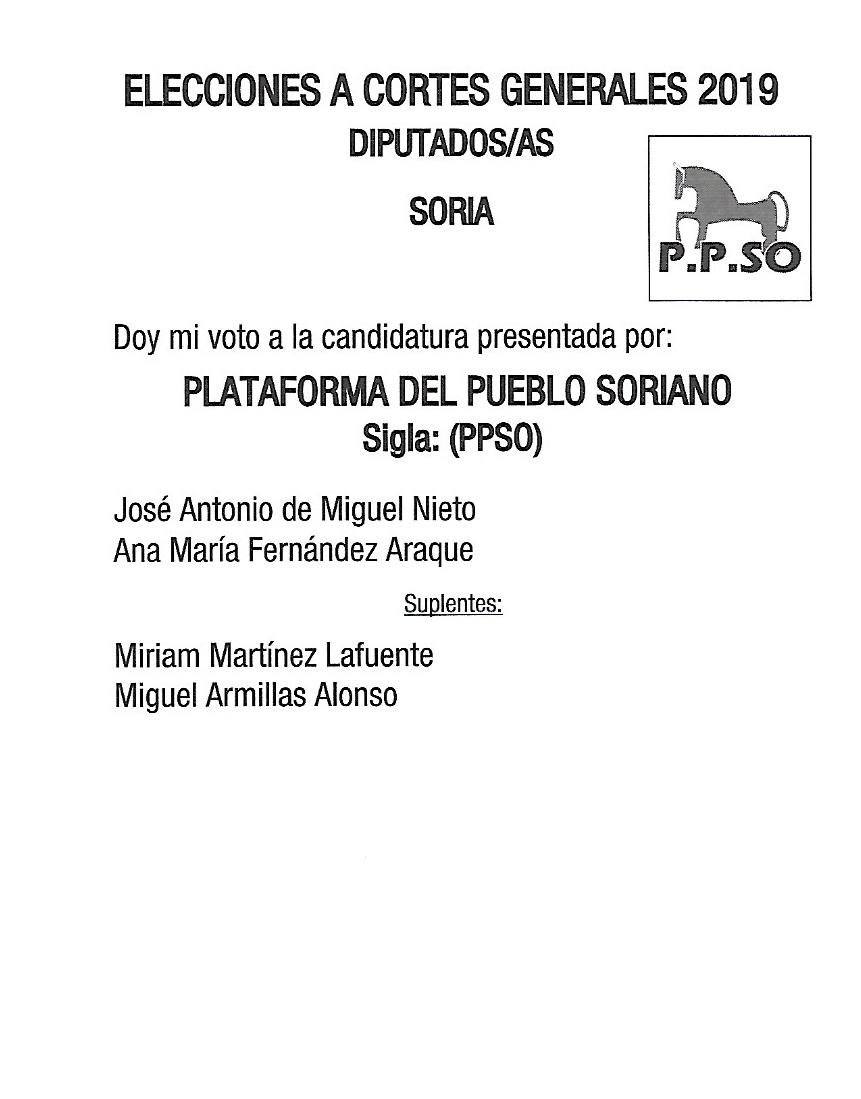
Papeleta al Congreso, noviembre de 2019.

De cara a las Elecciones municipales y autonómicas de 2019, miembros de Plataforma del Pueblo Soriano, Iniciativa por el Desarrollo de Soria y secciones provinciales sorianas de Ciudadanos y Partido Popular disconformes con la dirección nacional y autonómica de sus partidos decidieron abandonar estos y refundar el PPSO para presentarse a las elecciones por la provincia de Soria, sacando 78 concejales en toda la provincia, 3 en la Diputación y 0 procuradores en las Cortes.
El PPSO no se presentó en las siguientes elecciones generales y europeas y desaconsejó el voto a las siguientes candidaturas -o equivalencias según región o municipio: Iniciativa Feminista, Coalición por una Europa Solidaria, Alternativa Republicana, Ahora Repúblicas, Partido Comunista de los Trabajadores de España, Partido Humanista, Andalucía por Sí, Actúa, Compromiso por Europa, Izquierda en Positivo, PCPE-PCPC-PCPA, Unidas Podemos Cambiar Europa, Movimiento Corriente Roja, Lliures per Europa (PDECAT…), Recortes Cero-Los Verdes-Grupo Verde Europeo (UCE…), PREX CREX (nacionalistas extremeños…).
Declarándose un partido transversal exclusivamente dedicado a lo que concierne a la provincia de Soria, independiente de los demás partidos, José Antonio de Miguel presentó al PPSO a las elecciones de 2019 en todos los municipios donde encontró candidatos. A él se unieron excompañeros del PP, como María Jesús Ruiz Ruiz, Antonio Pardo y el grupo sin adscripción de diputados provinciales -anteriormente elegidos por el PP.

## Siglas
Las siglas escogidas inicialmente fueron P.P.S., pero como un partido gallego tenía las mismas siglas, tuvieron que modificarlas, pasando a ser P.P.SO.